# Schönebürg
Schönebürg ist ein Ortsteil der Gemeinde Schwendi im Landkreis Biberach in Oberschwaben.

## Geographie
Schönebürg liegt etwa 11 km von Laupheim, 11 km von Ochsenhausen und 15 km von Biberach an der Riß entfernt.
Ortsteile
- Dietenbronn
- Hochdorf
- Huggenlaubach
- Kreuzberg
- Ziegelweiler

## Geschichte

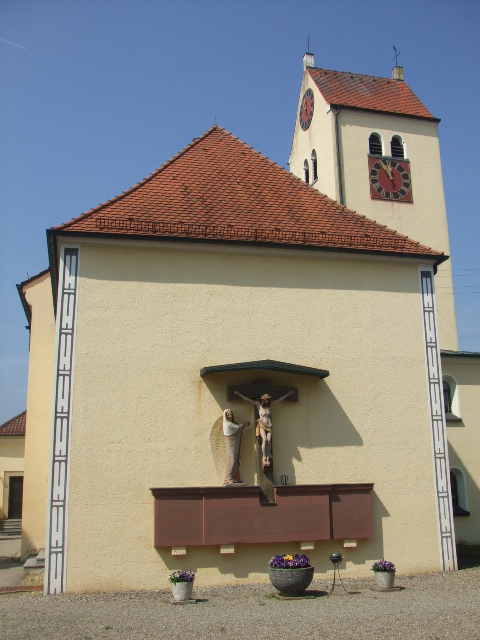
Pfarrkirche St. Gallus in Schönebürg

Im Jahr 816 erscheint Schönebürg als Ortsname zum ersten Mal in einer Urkunde der Fürstabtei St. Gallen, das zu dieser Zeit bereits im Besitz hiesiger Güter war. Der damalige Name weist auf den großen Reichtum schöner Birken im Rottumtal hin (sconiunebirich = „schöne Birke“). Am Zweiten Weltkrieg (1939–1945) nahmen 159 Bürger teil, von denen 38 gefallen und 20 vermisst sind.
Am 1. April 1972 wurde Schönebürg nach Schwendi eingemeindet.

## Bevölkerungsentwicklung
Es handelt sich um Einwohnerzahlen nach dem jeweiligen Gebietsstand bis 1970 und ohne die heute zugehörigen Ortsteile. Die Zahlen sind Volkszählungsergebnisse oder amtliche Fortschreibungen mit Archivierungen des LEO-BW Online-Informationssystems für Baden-Württemberg.
| Jahr      | 1852 | 1871 | 1880 | 1890 | 1900 | 1910 | 1925 | 1933 | 1939 | 1950 | 1956 | 1961 | 1970 |
| Einwohner | 477  | 508  | 560  | 595  | 644  | 741  | 700  | 679  | 661  | 854  | 802  | 811  | 928  |

## Partnerschaften
- Villepinte, Frankreich

## Infrastruktur
In Schönebürg gibt es ein Freibad, zwei Kirchen, einen Sportverein, einen Musikverein, einen Vogelschutz- und Verschönerungsverein, das Katholische Bildungswerk, mehrere „Buden“ und zwei Schulen.

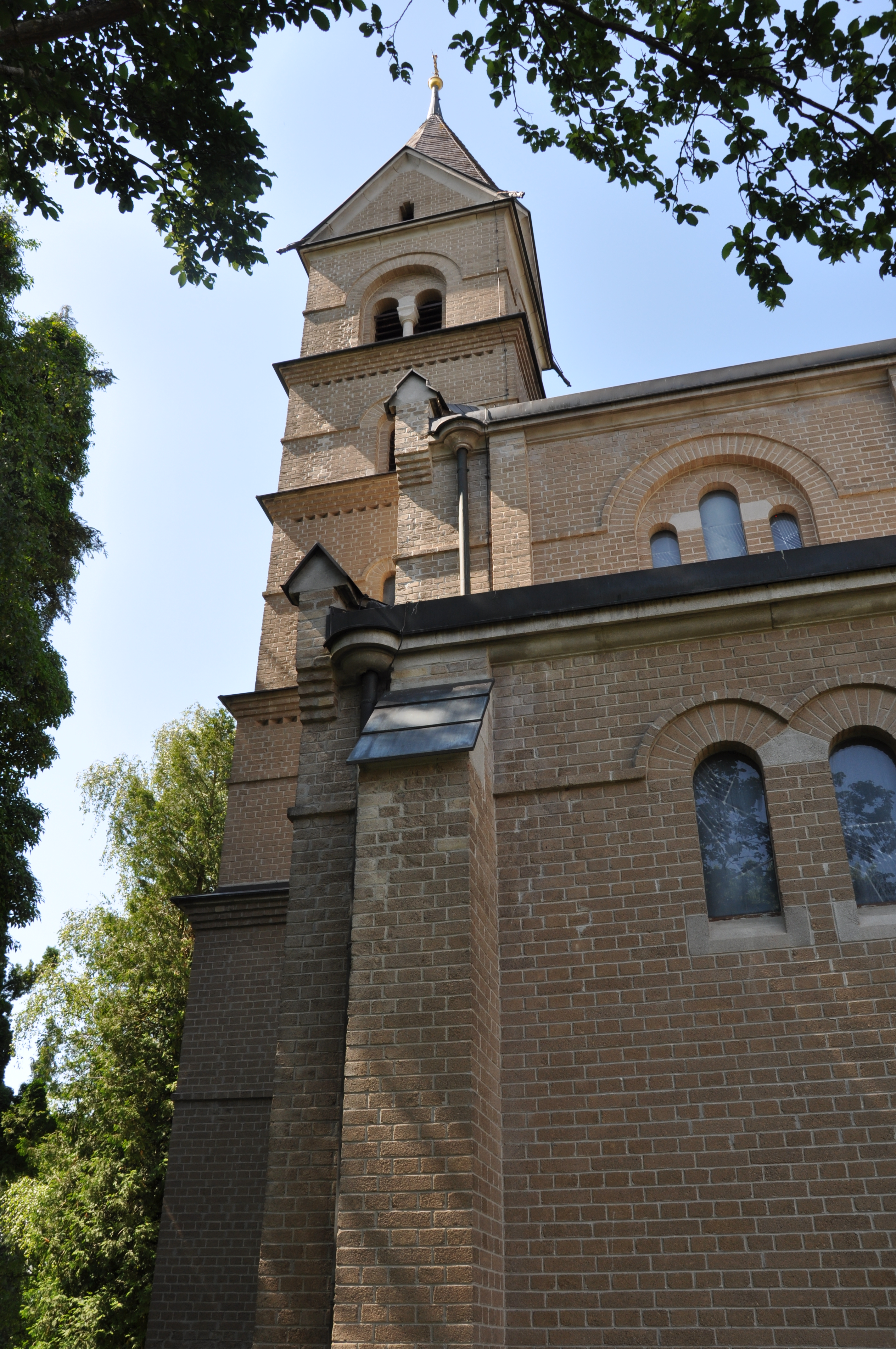
Katholische Kreuzbergkirche
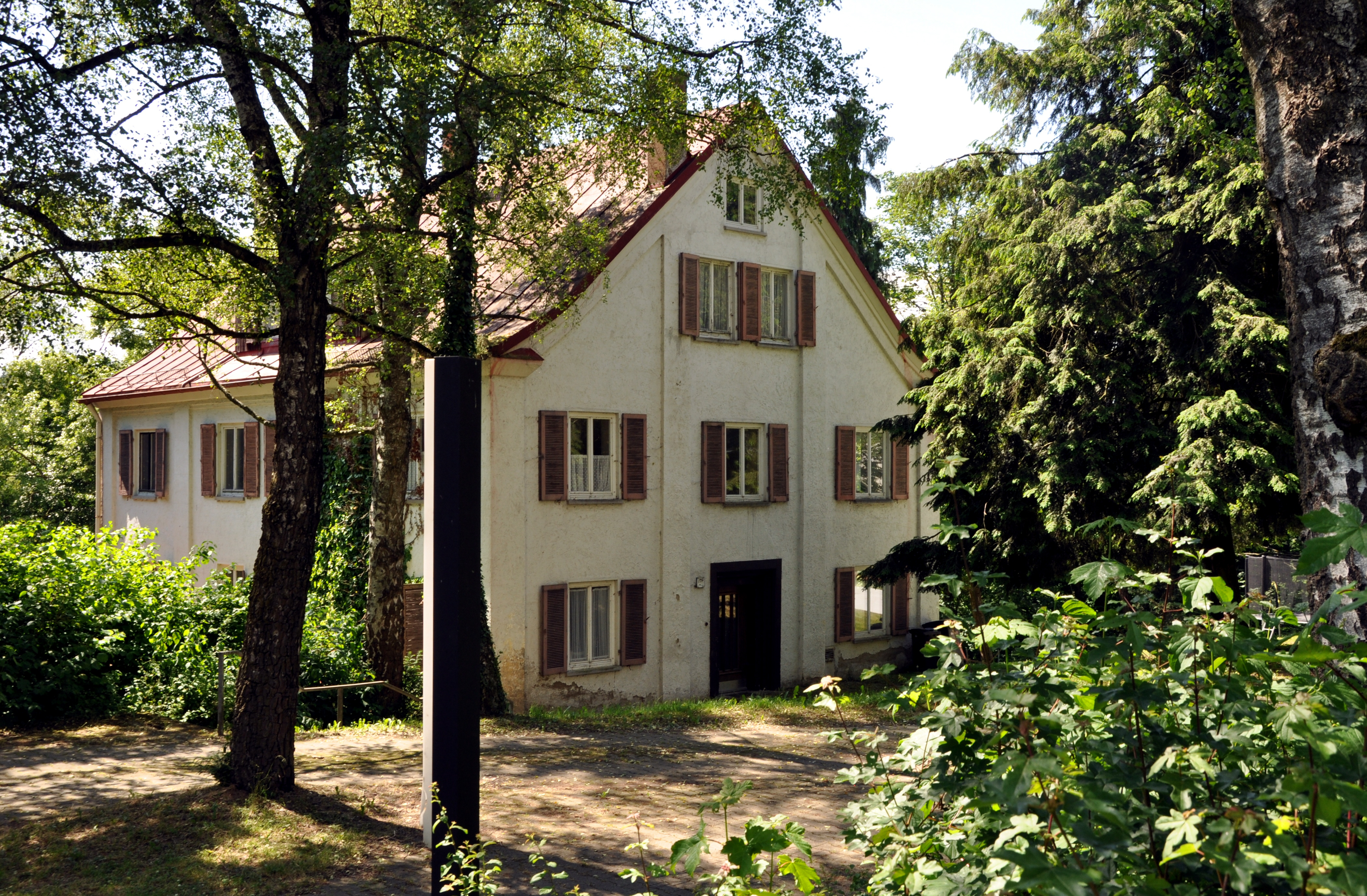
Kaplaneihaus am Kreuzberg
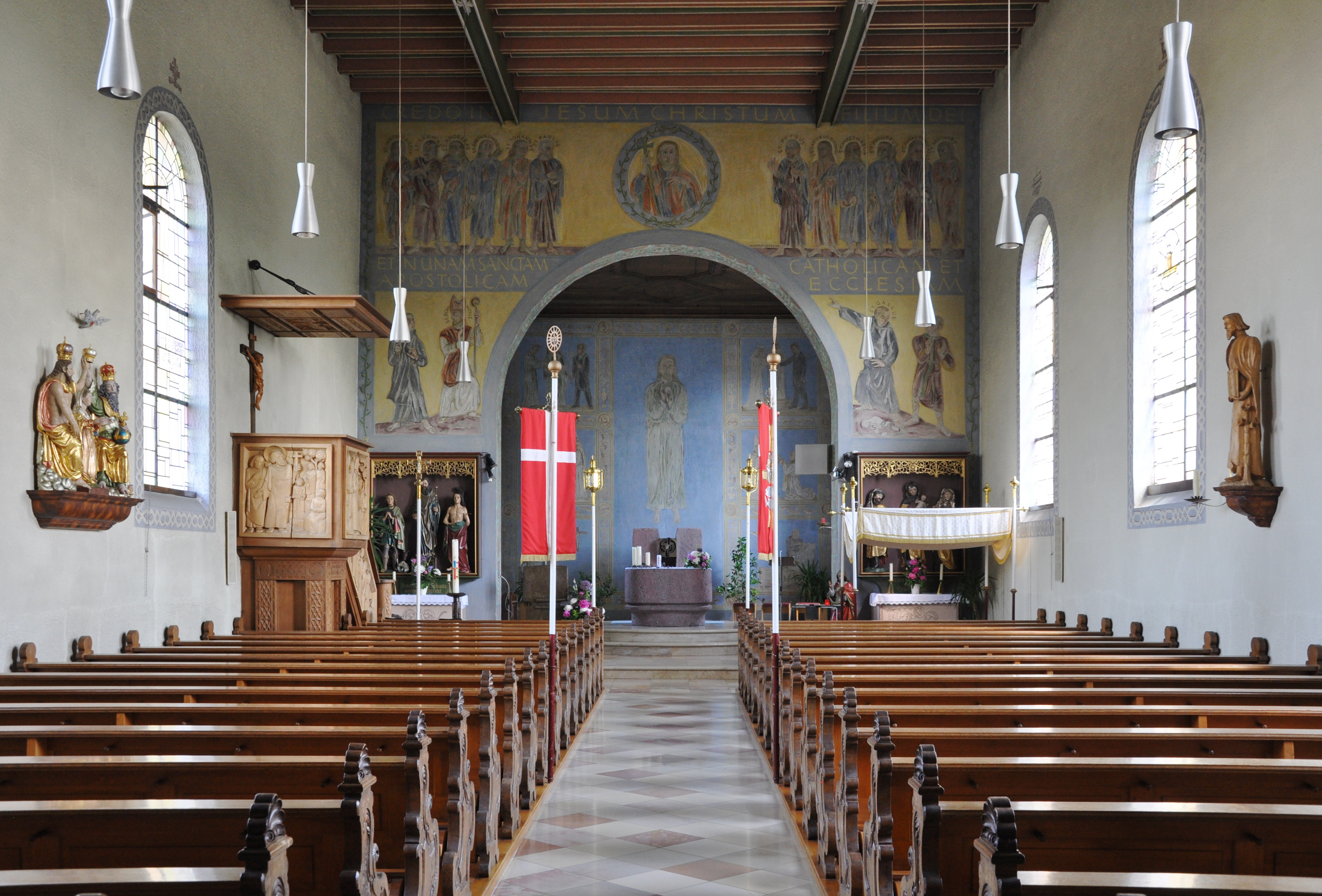
Blick zum Chor in der Pfarrkirche
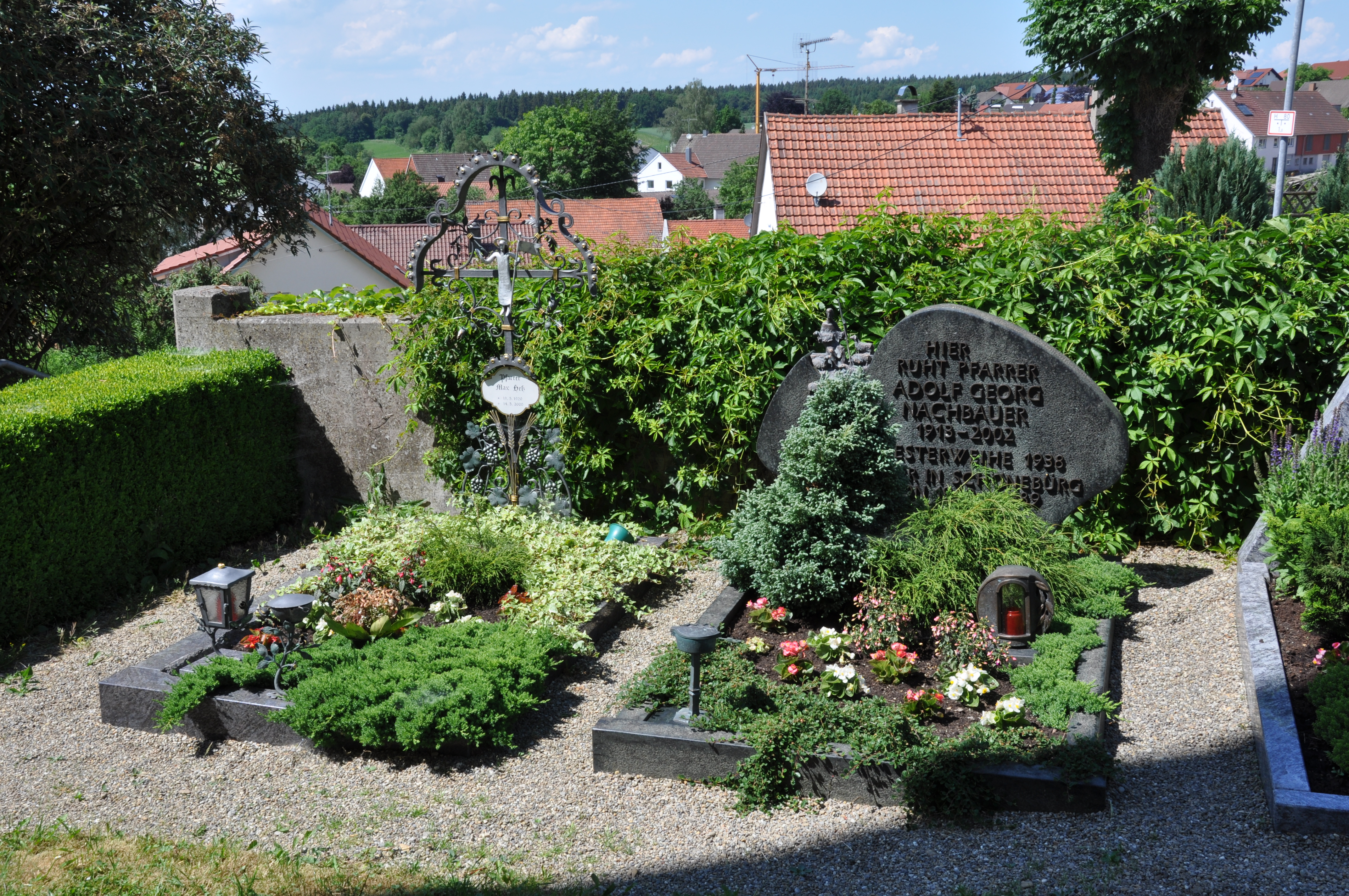
Priestergräber
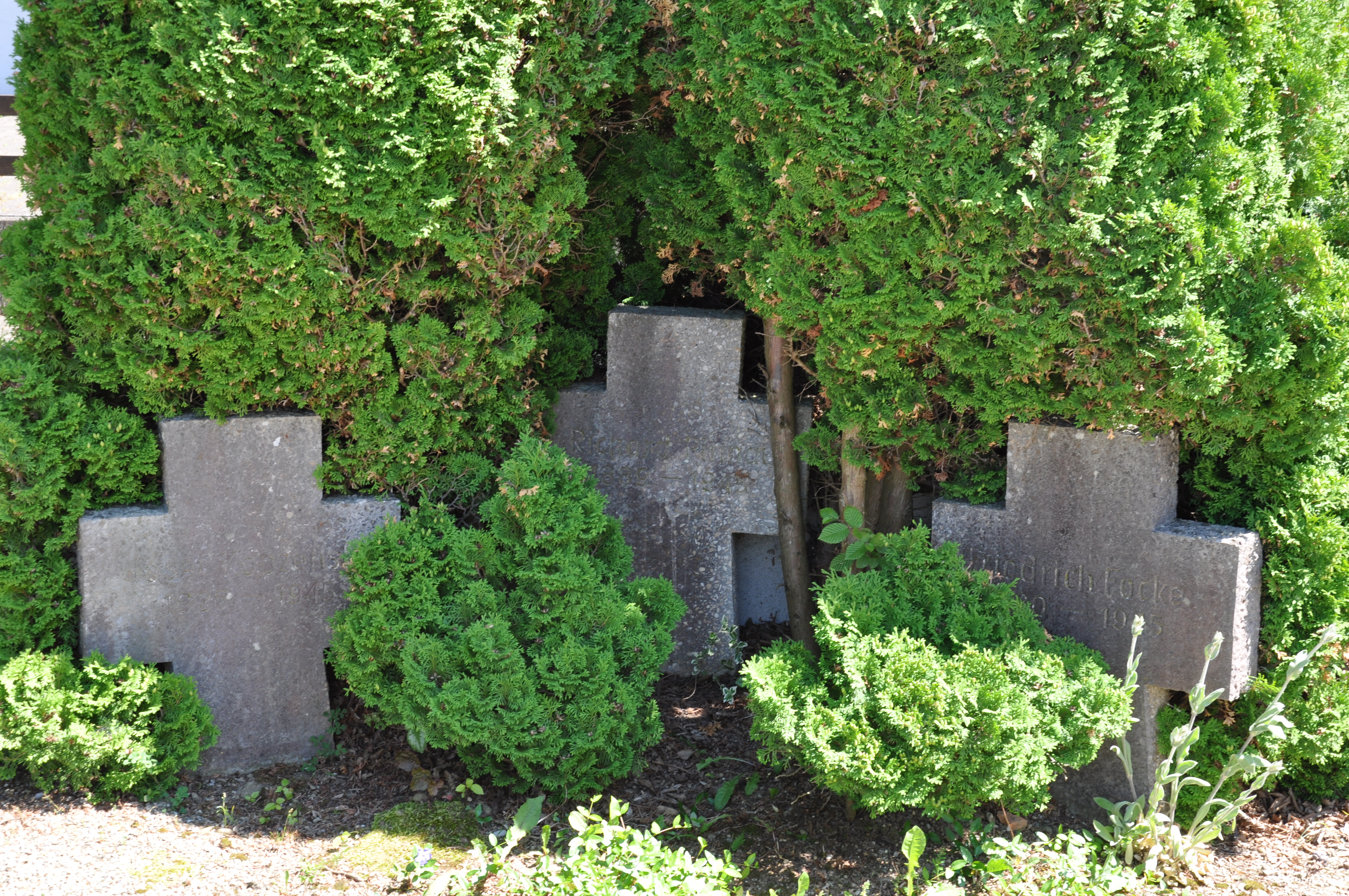
Soldatengräber
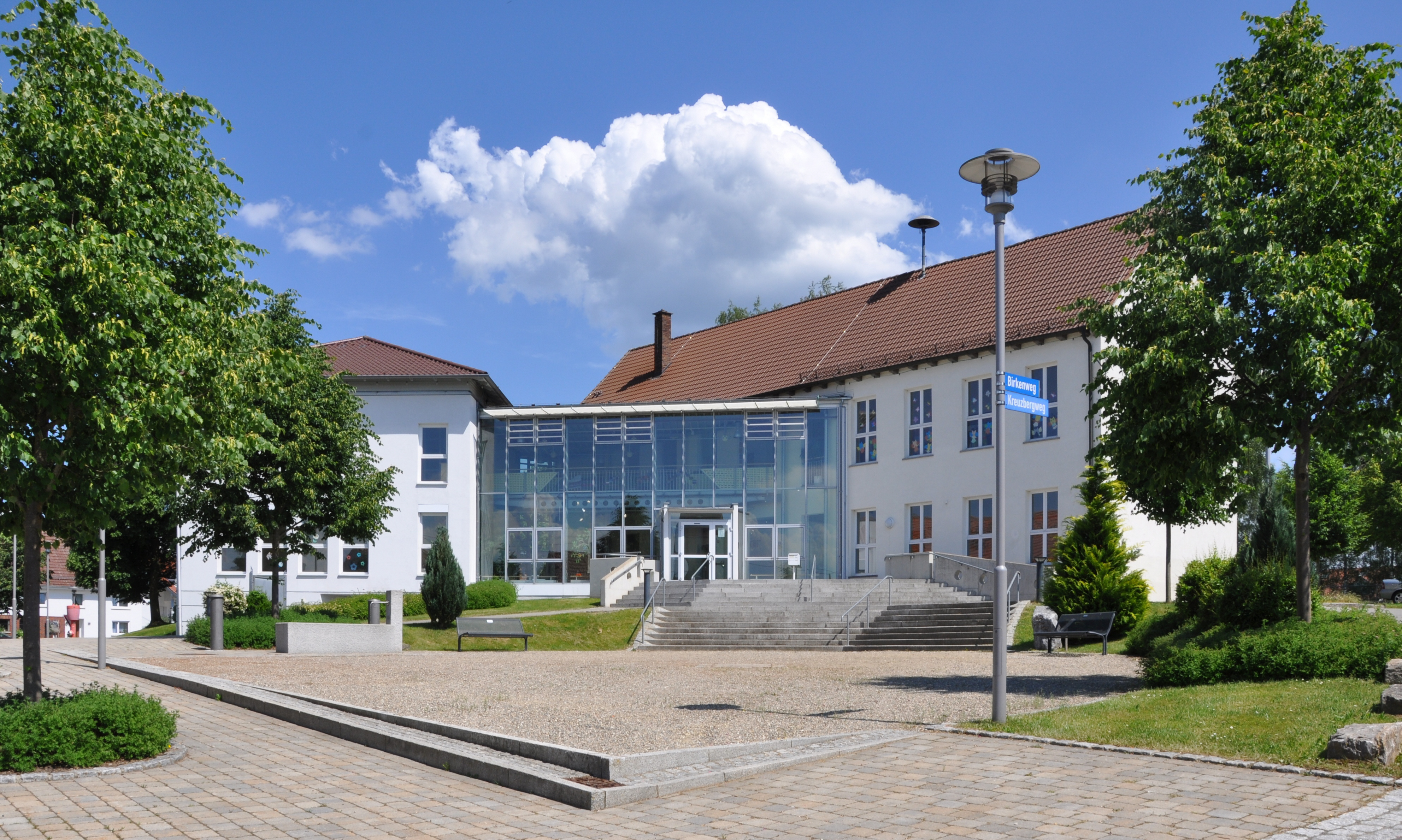
Grundschule

## Söhne und Töchter von Schönebürg
- Alfons Auer, Theologe und Hochschullehrer